# Tilapia

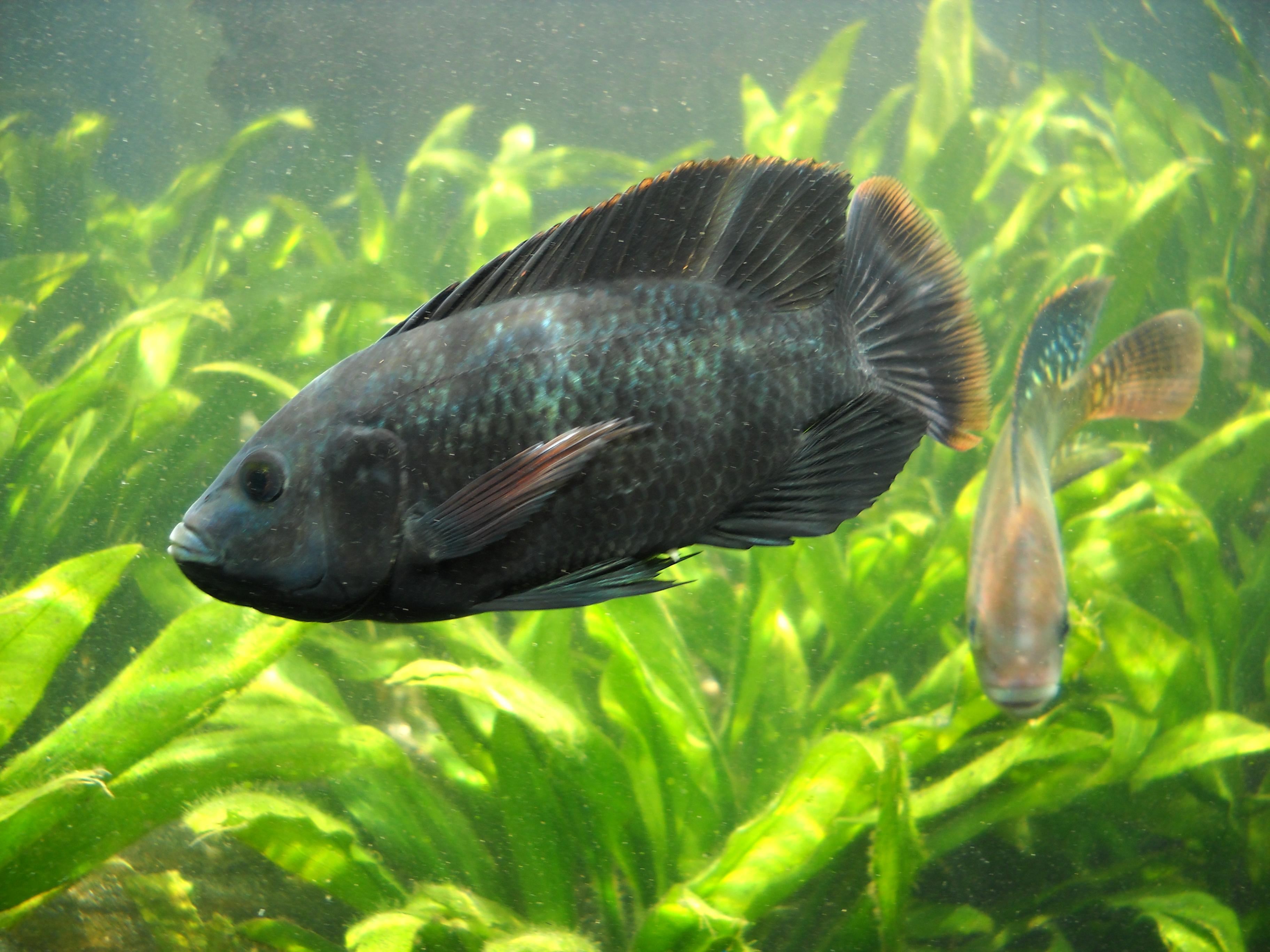
Tilapia mossambica

Tilapia es el nombre común de casi cien especies de peces cíclidos antes conocidos como tilapinidos y ahora incluidos en los grupos taxonómicos celotilapina, coptodonina, heterotilapina, oreocromina, pelmatolapina y tilapia, de las cuales las económicamente más importantes son los coptodoninos y los oreochrominos. La tilapia es principalmente un pez de agua dulce que habita en arroyos poco profundos, estanques, ríos y lagos, y es menos común que viva en aguas salobres.
Se caracteriza por ser de crecimiento acelerado, tolerancia a altas densidades poblacionales, adaptación al cautiverio y a una amplia gama de alimentos, resistencia a enfermedades, carne blanca de calidad y amplia aceptación. Todas estas cualidades han despertado gran interés comercial en la acuicultura mundial. Además, se están realizando algunas investigaciones de las propiedades que posee el colágeno presente en sus escamas, que tienen bajas cantidades de grasa. Estas cualidades se están aplicando para las terapias de regeneración de huesos.   
Son peces de aguas cálidas, que viven tanto en agua dulce como salada e incluso pueden acostumbrarse a aguas poco oxigenadas. Se encuentra distribuida como especie exótica por América Central, sur del Caribe, sur de Norteamérica y el sureste asiático. Considerado hace tiempo como un pez de bajo valor comercial, hoy su consumo, precio y perspectivas futuras han aumentado significativamente.

## Especies de mayor interés comercial

### Tilapia azul (Oreochromis aureus)
Cuerpo comprimido. Boca protráctil, por lo general ancha a menudo bordeada por labios hinchados. Las mandíbulas presentan dientes cónicos. Como característica típica a nivel familia tiene la línea lateral interrumpida, la parte anterior termina por lo regular como al final de la dorsal y se inicia de nuevo dos o tres filas de escamas más abajo, con aletas dorsales largas. 
Presentan en todo el cuerpo un color azul verde metálico, en particular en la cabeza. El vientre es claro. Aleta dorsal y parte terminal de la aleta caudal de color roja. Su longitud patrón máxima observada es de unos 35 cm. con un peso aproximado algo superior a 3 kg.   
Distribución: la especie se encuentra a lo largo de la columna de agua y se la captura en toda la altura de las redes agalleras. Su dieta indica también hábitos de media agua y de fondo. Se le encuentra en toda la presa, pero prefiere las zonas someras, en especial durante la época de verano, cuando desova. En invierno su captura disminuye gradualmente.

### Tilapia del Nilo (Oreochromis niloticus)
También conocida como tilapia plateada, este pez puede medir hasta 60 cm y pesar hasta 2 kg. Es fácilmente reconocible debido a su cuerpo comprimido, a las líneas verticales separadas de color oscuro y a la barra en la aleta caudal. En época reproductiva el color de las aletas se vuelve rojizo.
China es el principal productor con algo más de 42 % de la producción mundial.
En cuanto a su hábitat tiene una gran adaptabilidad, se encuentra en variedad de hábitat dulceacuícolas como ríos, lagos y canales. 
Entre otras tilapias esta especie es la menos tolerante al frío por lo que prefiere climas subtropicales y tropicales, aunque tolera variaciones en la temperatura y oxígeno. Su dieta es amplia, se alimenta de algas bentónicas, fitoplancton, huevos de otras especies de peces y larvas.

### Tilapia roja (Oreochromis mossambicus)
La tilapia roja, es un pez que taxonómicamente no responde a un solo nombre científico. Es un híbrido del cruce de cuatro especies de tilapia: tres de ellas de origen africano y una cuarta israelí. Son peces con hábitos territoriales, agresivos en su territorio el cual defiende frente a cualquier otro pez, aunque en cuerpos de aguas grandes, típicos de cultivos comerciales, esa agresividad disminuye y se limita al entorno de su territorio.
Este pez se puede reproducir en grandes espacios como estanques o en grandes ciénagas. Este pez de origen africano tiene una buena demanda en el mercado, buen crecimiento y un buen desarrollo. Su hábitat es el fondo de la ciénaga.
Especies hidrobiológicas que viven o se desplazan generalmente en la superficie de los ambientes acuáticos es una especie de mayor demanda en el mercado.
La reproducción se caracteriza por ocurrir una incubación bucal, además de que se cuida la cría. En cuanto al dimorfismo sexual de la especie, se ha mencionado que los machos son más grandes y poseen mayor brillo y color. Respecto a su alimentación, la tilapia roja come todo tipo de alimentos vivos, frescos y congelados. Asimismo aceptan alimentos secos para peces, en particular pellets humectados previamente. Los machos de la tilapia crecen más rápidamente y alcanzan un tamaño mayor que la hembra. En cultivo comercial alcanzan dimensiones de hasta 39 cm, aunque en acuario un poco menos.
Esta especie de pez soporta altas temperaturas y puede adaptarse al medio en donde se encuentre. Su alimentación es equilibrada (a base de concentrado).

## Híbridos más comunes
- O. niloticus × O. aureus = Rocky mountain
- O. mossambicus × O. uroleptis hornorum = Híbrido rojo
- O. niloticus (roja) × O. niloticus stirling = Chocolate

## Ecología
Es un grupo de peces que se puede encontrar en ríos, lagunas, estuarios o aguas salobres, desde el nivel del mar hasta la montaña. A pesar de ser originarias de climas cálidos, las tilapias toleran las aguas frías y se encuentran en aguas cuya variación térmica va desde los 8º a los 30 °C.
En condiciones de piscifactoría, dado que no es una especie de gran tamaño, resisten mejor las bajas temperaturas que los especímenes más grandes de otras especies. Tolera condiciones muy salobres, aunque los ejemplares pequeños son menos tolerantes que los más grandes, su fisiología es muy adaptable, pueden presentar cambios ontogénicos en tolerancia a la salinidad en relación con el tamaño del cuerpo pero reduciendo su máxima edad cronológica. Gustan de formar cardúmenes, a veces es territorial, vive en estanques y embalses cálidos, así como lagos y ríos. En aguas abiertas, gusta de ocultarse entre las piedras y la vegetación sumergida. La bacteria Streptococcus agalactiae que se alberga en el intestino de las tilapias las afecta en su fase final de producción.
Como medida defensiva frente a los depredadores, tras la fecundación, la hembra toma la puesta en su boca, y la retiene hasta que los huevos han eclosionado. Se reproduce tanto en agua dulce como en salobre.

## Alimentación
Todas las especies del género tienen una tendencia hacia hábitos herbívoros, a diferencia de otros peces de piscifactoría que se alimentan de pequeños invertebrados o son piscívoros. Las adaptaciones estructurales de las tilapias a esta dieta son principalmente un largo intestino muy plegado, dientes bicúspides o tricúspides sobre las mandíbulas y la presencia de dientes faríngeos. 
Son por definición omnívoros, pero con una tendencia hacia una dieta vegetariana. Los alevines se alimentan de partículas de fitoplancton y pequeñas cantidades de zooplancton. Los peces jóvenes tienen una dieta más variada, que incluye una gran cantidad de copépodos, cladóceros, y otros crustáceos y pequeños invertebrados. En cautiverio suelen aceptar bien como alimento, a la artemia salina; los adultos son muy voraces, suelen “barrer” la superficie y el fondo de los estanques en búsqueda de insectos, crustáceos, ocasionalmente podrían llegar a ingerir larvas de anfibios pequeñas y peces pequeños, que captan mediante la filtración del agua que llega a sus bocas y es expulsada a través de sus agallas.

## Producción de tilapia
Grandes productores de tilapia son los países asiáticos, que representan el 80 % de la producción mundial, con China a la cabeza, seguida de Tailandia, Indonesia, Filipinas y Taiwán. Precisamente este último país es el primer exportador del mundo. Otros países exportadores son Colombia, Ecuador, Honduras, Costa Rica y Perú; debido a su rentabilidad, su cultivo se produce en la mayoría de países cálidos, como República de Sudáfrica, Australia e incluso Israel. 
Su facilidad de reproducción puede causar problemas de sobrepoblación en su crianza, lo que se soluciona criando peces de un único sexo, preferentemente machos, que crecen más rápido.
Puede llegar a un peso de tres kilos. Sin embargo, la talla comercial es de 230 gramos. 
La tilapia puede comercializarse cuando alcanza un tamaño (20 cm de largo) o un peso máximo y se alimenta de una variedad de organismos como larvas, insectos, gusanos y detritos, y se adapta fácilmente a los diferentes tipos de agua y a varias temperaturas.
China es el líder en la producción de tilapia, aportando el 42 % de la oferta mundial, con 1,1 millones de toneladas (2006). En China se introdujo este pez en 1956, desde Vietnam y África. La evolución de la producción de la tilapia en China ha sido sorprendente, en 1999 solo se producían 562 000 toneladas, la mitad de lo que se produce actualmente.

## Consumo de tilapia
Estados Unidos es un gran importador de esta especie, que constituye el tercer producto acuático más importado por ese país, después del camarón y el salmón del Atlántico.
En China, la mayoría de la producción se destina a consumo interno. Un porcentaje menor se exporta a Estados Unidos y, en menor medida, a otros destinos.
Este pez de buen sabor se comercializa en filetes.

## La tilapia como especie invasora
Las especies de tilapia Oreochromis niloticus, O. mossambicus y O. aureus tan comúnmente utilizadas en la acuicultura mundial comportan un considerable riesgo ecológico en las regiones donde se cultivan, dado que las introducciones accidentales y las deliberadas son frecuentes, más aún en países en vías de desarrollo, en los que, décadas atrás, las políticas locales eran insuficientes para predecir el impacto a los ecosistemas por parte de especies invasoras, por lo que incluso existieron proyectos para su introducción deliberada en varios ríos, lagos y lagunas en varios países de América del Sur y Asia. El impacto ambiental producto de su introducción varía según la región geográfica y el ecosistema en el que se introduce. Generalmente, dadas su resistencia, su voracidad y su elevada tasa de crecimiento, representa un competidor de las demás especies de peces. Se sospecha que también es un reservorio u hospedero de una serie de parásitos y enfermedades a los que las especies locales no están acostumbradas.[cita requerida]
En el Perú ya ha causado bastante estragos, en especial en el Departamento de San Martín y en el norte del Departamento de Huánuco.[cita requerida]